# Северен Дарфур
Северен Дарфур (на арабски: شمال دارفور) е една от 15-те провинции в Судан и част от региона Дарфур. Площта на провинцията е 320 000 км², а населението наброява около 2 305 000 души (по проекция от юли 2018 г.).

## Столица и други градове
Столица и главен град на Северен Дарфур е град Ал-Фашир. Други големи градове са Кутум и Тавила.